# دوسر سميك فلسطيني
دوسر سميك فلسطيني (الاسم العلمي:Aegilops crassa var. Palaestina) هي نوع نباتي يتبع جنس الدوسر من الفصيلة النجيلية. 
يعد صنفا ضمن الدوسر السميك (باللاتينية: Aegilops crassa).